# Kristian Kaalund
Peter Erasmus Kristian Kaalund, född 19 augusti 1844, död 4 juli 1919, var en dansk filolog.
Kaalund blev filosofie doktor 1879 och var bibliotekarie vid Arnamagnæanska handskriftssamlingen. Han författade bland annat det viktiga arbetet Bidrag til en historisk-topografisk Beskrivelse af Island (2 band, 1877-82), utarbetade Katalog over de Arnamagnæanske Haandskriftsamling (2 band, 1889-94), en omfångsrik Palæografisk Atlas (3 band, 1903-07) samt utgav flera isländska sagor, bland annat Laxdœla saga (1889 och 1896). Under många år var Kaalund sekreterare i Samfundet for Udgivelse af gammel nordisk Litteratur.